# Đường cao tốc Bãi Vọt – Hàm Nghi
Đường cao tốc Bãi Vọt – Hàm Nghi (ký hiệu toàn tuyến là CT.01 và CT.02) là một đoạn đường cao tốc thuộc hệ thống đường cao tốc Bắc – Nam phía Đông và đường cao tốc Bắc – Nam phía Tây nằm trong địa phận của tỉnh Hà Tĩnh.

## Thiết kế
Tuyến đường có chiều dài là 35,28 km; đoạn đường có điểm đầu tại Km 479 + 117 với nút giao Quốc lộ 8 tại xã Đức Quang, tỉnh Hà Tĩnh, kết nối với đường cao tốc Diễn Châu – Bãi Vọt; điểm cuối tại Km 514 + 441 thuộc xã Thạch Xuân, tỉnh Hà Tĩnh, nối tiếp với đường cao tốc Hàm Nghi – Vũng Áng. Giai đoạn phân kì, tuyến đường có mặt cắt ngang đạt tiêu chuẩn đường cao tốc 4 làn xe không có làn dừng khẩn cấp, bố trí một số điểm dừng khẩn cấp cách quãng 4 – 5 km/1 điểm, bề rộng nền đường 17m, vận tốc tối đa 90 km/h. Giai đoạn hoàn chỉnh, đường sẽ có 6 làn xe, 2 làn dừng khẩn cấp liên tục, vận tốc thiết kế 120 km/h.

## Xây dựng
Tuyến đường có tổng mức đầu tư là 7.643 tỷ đồng, được khởi công vào ngày 1 tháng 1 năm 2023 và chính thức thông xe kỹ thuật vào ngày 19 tháng 4 năm 2025, tuyến đường chính thức đưa vào khai thác tuyến chính từ ngày 28 tháng 4 năm 2025.

## Chi tiết tuyến đường

Bảng thông tin tốc độ cao tốc

### Làn xe
- 4 làn xe, có điểm dừng khẩn cấp

### Chiều dài
- Toàn tuyến: 35,28 km

### Tốc độ giới hạn
- Tối đa: 90 km/h, Tối thiểu: 60 km/h

## Lộ trình chi tiết
- IC - Nút giao, JCT - Điểm lên xuống, SA - Khu vực dịch vụ (Trạm dừng nghỉ), TN - Hầm đường bộ, TG - Trạm thu phí, BR - Cầu
- Đơn vị đo khoảng cách là km.

| Ký hiệu                                                 | Tên                                                     | Khoảng cách từ đầu tuyến                                | Kết nối                                                 | Ghi chú                                                 | Vị trí                                                  | Vị trí                                                  |
| Kết nối trực tiếp với Đường cao tốc Diễn Châu – Bãi Vọt | Kết nối trực tiếp với Đường cao tốc Diễn Châu – Bãi Vọt | Kết nối trực tiếp với Đường cao tốc Diễn Châu – Bãi Vọt | Kết nối trực tiếp với Đường cao tốc Diễn Châu – Bãi Vọt | Kết nối trực tiếp với Đường cao tốc Diễn Châu – Bãi Vọt | Kết nối trực tiếp với Đường cao tốc Diễn Châu – Bãi Vọt | Kết nối trực tiếp với Đường cao tốc Diễn Châu – Bãi Vọt |
| ------------------------------------------------------- | ------------------------------------------------------- | ------------------------------------------------------- | ------------------------------------------------------- | ------------------------------------------------------- | ------------------------------------------------------- | ------------------------------------------------------- |
| 1                                                       | IC Bãi Vọt                                              | 479.3                                                   | Quốc lộ 8                                               | Đầu tuyến đường cao tốc                                 | Hà Tĩnh                                                 | Đức Quang                                               |
| 2                                                       | IC Đường tỉnh 548                                       | 494.6                                                   |                                                         | Đường tỉnh 548                                          | Hà Tĩnh                                                 | Trường Lưu                                              |
| BR                                                      | Cầu Sơn Lộc                                             | ↓                                                       |                                                         | Vượt kênh Vách Nam                                      | Hà Tĩnh                                                 | Ranh giới Gia Hanh – Đồng Lộc                           |
| 3                                                       | IC Lưu Vĩnh Sơn                                         | 508.8                                                   | Đường tỉnh 550 Đường Ngô Quyền kéo dài                  |                                                         | Hà Tĩnh                                                 | Toàn Lưu                                                |
| -                                                       | Hàm Nghi                                                | 514.4                                                   |                                                         | Cuối tuyến cao tốc Không thi công nút giao              | Hà Tĩnh                                                 | Thạch Xuân                                              |
| Kết nối trực tiếp với Đường cao tốc Hàm Nghi – Vũng Áng |                                                         |                                                         |                                                         |                                                         |                                                         |                                                         |
| 1.000 mi = 1.609 km; 1.000 km = 0.621 mi                |                                                         |                                                         |                                                         |                                                         |                                                         |                                                         |